# واسیلی رودنکوف
واسیلی رودنکوف ((به بلاروسی: Васіль Васілевіч Рудзянкоў)؛ ۳ مه ۱۹۳۱ – ۲ نوامبر ۱۹۸۲) پرتاب‌گر چکش اهل اتحاد جماهیر شوروی سوسیالیستی بود.
وی در مسابقات کشوری و بین‌المللی در مجموع برندهٔ ۱ مدال طلا شده‌است.